# Championnat de Formula Nippon 2006
Le championnat de Formula Nippon 2006 a été remporté par le pilote français Benoît Tréluyer, sur une Lola-Toyota du Team Impul.

## Engagés
| Écurie                     | #  | Pilotes                 | Châssis   | Moteur       | Épreuves |
| -------------------------- | -- | ----------------------- | --------- | ------------ | -------- |
| Lawson Team Impul          | 1  | Satoshi Motoyama        | Lola FN06 | Toyota RV8J  | Tous     |
| Lawson Team Impul          | 2  | Kazuki Hoshino          | Lola FN06 | Toyota RV8J  | Tous     |
| Lawson Team Impul          | 19 | Benoît Tréluyer         | Lola FN06 | Toyota RV8J  | Tous     |
| Lawson Team Impul          | 20 | Tsugio Matsuda          | Lola FN06 | Toyota RV8J  | Tous     |
| Kondo Racing               | 3  | Sakon Yamamoto          | Lola FN06 | Toyota RV8J  | 1-3      |
| Kondo Racing               | 3  | Seiji Ara               | Lola FN06 | Toyota RV8J  | 4-9      |
| Kondo Racing               | 4  | Masataka Yanagida       | Lola FN06 | Toyota RV8J  | Tous     |
| SG Team 5Zigen             | 5  | Ryo Michigami           | Lola FN06 | Honda HF386E | Tous     |
| SG Team 5Zigen             | 6  | Ryo Orime               | Lola FN06 | Honda HF386E | 1-8      |
| SG Team 5Zigen             | 6  | João Paulo de Oliveira  | Lola FN06 | Honda HF386E | 9        |
| Team LeMans                | 7  | Tatsuya Kataoka         | Lola FN06 | Toyota RV8J  | Tous     |
| Team LeMans                | 8  | Toranosuke Takagi       | Lola FN06 | Toyota RV8J  | Tous     |
| Cerumo                     | 11 | Yuji Tachikawa          | Lola FN06 | Honda HF386E | Tous     |
| EMS Racing                 | 17 | Katsuyuki Hiranaka      | Lola FN06 | Honda HF386E | 1-4      |
| David Price Racing         | 27 | Shogo Mitsuyama         | Lola FN06 | Honda HF386E | 5-9      |
| Nakajima Racing            | 31 | Loïc Duval              | Lola FN06 | Honda HF386E | Tous     |
| Nakajima Racing            | 32 | Hideki Mutoh            | Lola FN06 | Honda HF386E | Tous     |
| Inging                     | 33 | Ronnie Quintarelli      | Lola FN06 | Toyota RV8J  | Tous     |
| Inging                     | 34 | Naoki Yokomizo          | Lola FN06 | Toyota RV8J  | Tous     |
| TOM'S                      | 36 | André Lotterer          | Lola FN06 | Toyota RV8J  | Tous     |
| TOM'S                      | 37 | Takeshi Tsuchiya        | Lola FN06 | Toyota RV8J  | Tous     |
| Dandelion Racing           | 40 | Bjorn Wirdheim          | Lola FN06 | Honda HF386E | Tous     |
| Dandelion Racing           | 41 | Katsuyuki Hiranaka      | Lola FN06 | Honda HF386E | 1-3      |
| Dandelion Racing           | 41 | Yuji Ide                | Lola FN06 | Honda HF386E | 4-9      |
| Autobacs Racing Team Aguri | 55 | Toshihiro Kaneishi (en) | Lola FN06 | Honda HF386E | Tous     |
| Autobacs Racing Team Aguri | 56 | Takashi Kogure          | Lola FN06 | Honda HF386E | Tous     |

## Règlement sportif
- L'attribution des points s'effectue selon le barème 10,6,4,3,2,1.
- Tous les résultats comptent.
- Châssis unique Lola FN06.
- Moteurs Honda et Toyota.

## Courses de la saison 2006
| Date         | Lieu      | Vainqueur       | Nationalité | Voiture     | Écurie          |
| 2 avril      | Fuji      | Benoît Tréluyer | France      | Lola-Toyota | Team Impul      |
| 16 avril     | Suzuka    | Loïc Duval      | France      | Lola-Honda  | Nakajima Racing |
| 28 mai       | Motegi    | André Lotterer  | Allemagne   | Lola-Toyota | TOM'S           |
| 9 juillet    | Suzuka    | Benoît Tréluyer | France      | Lola-Toyota | Team Impul      |
| 6 août       | Autopolis | Tsugio Matsuda  | Japon       | Lola-Toyota | Team Impul      |
| 27 août      | Fuji      | Benoît Tréluyer | France      | Lola-Toyota | Team Impul      |
| 17 septembre | Sugo      | Loïc Duval      | France      | Lola-Honda  | Nakajima Racing |
| 22 octobre   | Motegi    | Benoît Tréluyer | France      | Lola-Toyota | Team Impul      |
| 19 novembre  | Suzuka    | André Lotterer  | Allemagne   | Lola-Toyota | TOM'S           |

## Classement des pilotes
| Classement | Pilote                  | Pays      | Voiture     | Écurie           | Nombre de points |
| ---------- | ----------------------- | --------- | ----------- | ---------------- | ---------------- |
| 1er        | Benoît Tréluyer         | France    | Lola-Toyota | Team Impul       | 51               |
| 2e         | Tsugio Matsuda          | Japon     | Lola-Toyota | Team Impul       | 37               |
| 3e         | André Lotterer          | Allemagne | Lola-Toyota | TOM'S            | 30               |
| 4e         | Loïc Duval              | France    | Lola-Honda  | Nakajima Racing  | 25               |
| 5e         | Satoshi Motoyama        | Japon     | Lola-Toyota | Team Impul       | 16               |
| 6e         | Bjorn Wirdheim          | Suède     | Lola-Honda  | Dandelion Racing | 14               |
| 7e         | Tatsuya Kataoka         | Japon     | Lola-Toyota | Team LeMans      | 13               |
| 8e         | Yuji Tachikawa          | Japon     | Lola-Toyota | Team Cerumo      | 10               |
| 9e         | Toshihiro Kaneishi (en) | Japon     | Lola-Honda  | Aguri Racing     | 9                |
| 10e        | Ronnie Quintarelli      | Italie    | Lola-Toyota | Team Inging      | 6                |
| 11e        | Sakon Yamamoto          | Japon     | Lola-Toyota | Kondo Racing     | 4                |
| 12e        | Takashi Kogure          | Japon     | Lola-Honda  | Aguri Racing     | 3                |
| 13e        | Takeshi Tsuchiya        | Japon     | Lola-Toyota | TOM'S            | 2                |
| 14e        | Masataka Yanagida       | Japon     | Lola-Toyota | Kondo Racing     | 1                |
| 14e        | Hideki Mutoh            | Japon     | Lola-Honda  | Nakajima Racing  | 1                |